# Simon Dumartin

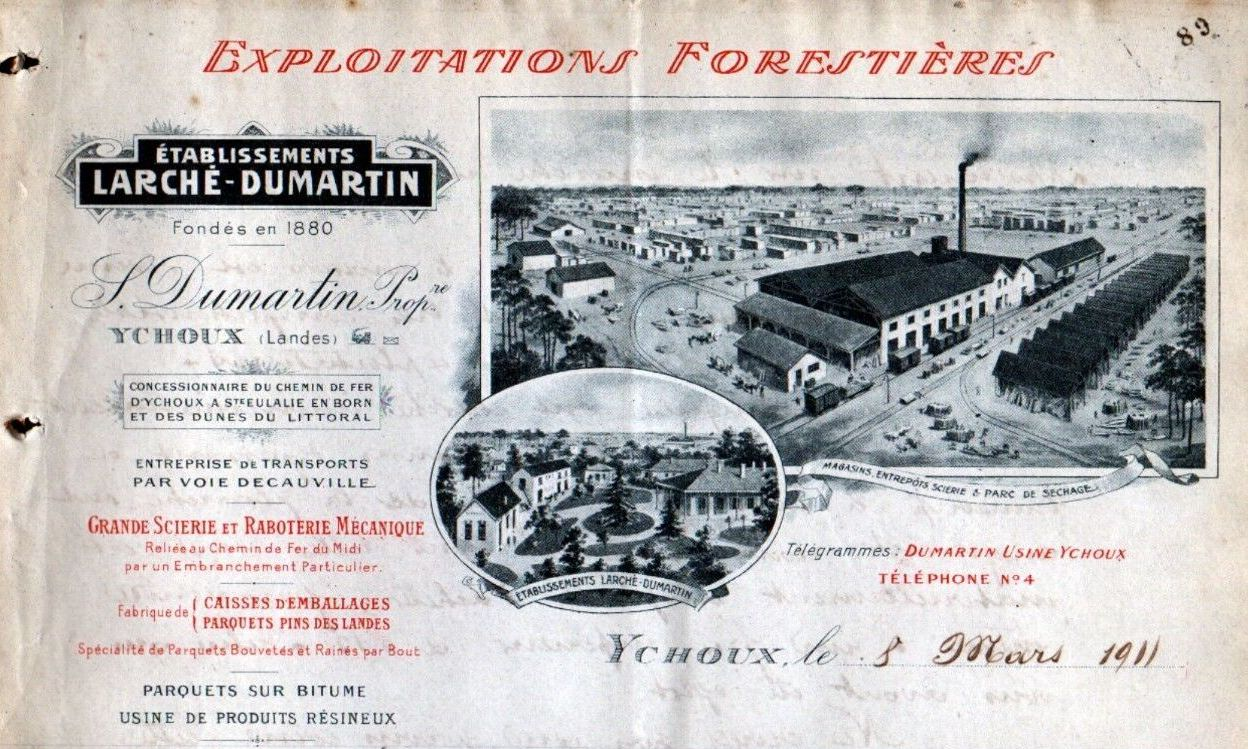
Exploitation Forestiers – Etablissements Larche-Dumartin – Ychoux

Simon Dumartin, né le 19 août 1865 à Pontenx-les-Forges et mort le 10 octobre 1931 à Ychoux, est un industriel et homme politique français propriétaire d'une scierie à Ychoux, dans le département des Landes.

## Biographie
Simon Dumartin est le fil de Jean Dumartin, résinier, et d'Anne Dudon, cultivatrice. Le 14 octobre 1889, il épouse, à Ychoux, Marie-Louise Larché. Le couple aura deux enfants. 
Simon Dumartin exploite la grande scierie et raboterie mécanique d'Ychoux, fondée en 1880 sous le nom d'Etablissements Larche-Dumartin et reliée au Chemin de Fer du Midi par une ligne de chemin de fer privée. Il est également concessionnaire du chemin de fer d'Ychoux à Sainte-Eulalie-en-Born et aux dunes de la côte, un chemin de fer Decauville à voie étroite.
Dans son usine, il fabrique des caisses et travaille le bois de pin maritime. Il commercialise également des résines de pin ainsi que les équipements nécessaires à sa récolte (dit gemmage).
Il est maire d'Ychoux vers 1930, conseiller du commerce extérieur, membre de la chambre de commerce et d'industrie des Landes et administrateur du port de Bayonne. Il s'engage vers 1930 pour la création de l'Ecole du Pin. Cette école professionnelle devait dispenser des connaissances théoriques et pratiques sur la forêt de pins et le travail du bois, les pins faisant la richesse de la région d'Ychoux, et visait pour cela la participation de l'Etat aux frais d'établissement,.

## Hommage
Une route porte son nom à Ychoux.

## Distinctions
- Chevalier de la Légion d'honneur par décret du 6 août 1927[1] ;
- Chevalier du Mérite agricole[1].